# Racek bělooký
Racek bělooký (Ichthyaetus leucophthalmus) je středně velkým druhem racka rodu Ichthyaetus.

## Popis
Dospělí ptáci mají černou hlavu s bílými srpky nad a pod okem (odtud název) a černou hruď. Prsa jsou našedlá, ostatní části těla, krk a ocas jsou bílé. Křídla jsou tmavošedá s černošedými letkami. Nohy jsou žluté, tenký dlouhý zobák je červený s černou špičkou. V prostém šatu (v zimě) je černá barva hlavy a krku promísena bílými skvrnkami. Mladí ptáci mají tmavohnědou hlavu, hřbet, křídla a ocas, kontrastující s bílým břichem a kostřecem.

## Výskyt
Racek bělooký je endemickým druhem Rudého moře, Adenského zálivu a severozápadního Indického oceánu. Celková populace se odhaduje na 4 000-6 500 párů. Stálý, ptáci se pouze rozptylují v širší oblasti hnízdiště. Zatoulaní jedinci byli zaznamenáni ve východní Africe (Keňa), Spojených arabských emirátech, na Maledivách, západním pobřeží Izraele a dokonce i v Řecku.